# IC 370
IC 370 је спирална галаксија у сазвјежђу Еридан која се налази на листи објеката дубоког неба у Индекс каталогу.
Деклинација објекта је - 9° 23' 43" а ректасцензија 4h 24m 1,8s. Привидна величина (магнитуда) објекта IC 370 износи 14,1 а фотографска магнитуда 14,8. IC 370 је још познат и под ознакама MCG -2-12-11, PGC 15029.